# Cleome mathewsii
Cleome mathewsii är en paradisblomsterväxtart som beskrevs av Briquet. Cleome mathewsii ingår i släktet paradisblomstersläktet, och familjen paradisblomsterväxter. Inga underarter finns listade i Catalogue of Life.